# Crinale Pichea–Rocchetta
Das FFH-Gebiet Crinale Pichea–Rocchetta ist ein NATURA 2000 Schutzgebiet in der italienischen Provinz Trient. Das 1009 ha große Schutzgebiet umfasst den Bergkamm der das Ledrotal nördlich eingrenzenden Berge, vom Monte Tofino (2151 m s.l.m.) in der Pichea-Gruppe im Nordwesten bis zur Cima Giochello (1540 m s.l.m.) in der Rocchetta-Gruppe im Südosten und liegt in den Gemeindegebieten von Ledro, Riva del Garda und Tenno. Der Kamm bildet die Wasserscheide zwischen dem Ledrotal, dem unteren Sarcatal und den Äußeren Judikarien. Das Schutzgebiet ist seit 1995 ausgewiesen und wurde 1998 zudem zum Vogelschutzgebiet erklärt. Es wird von der Rete di Riserve Alpi Ledrensi verwaltet. Das FFH-Gebiet gehört zur Kernzone des 2015 eingerichteten UNESCO-Biosphärenreservates Ledroalpen und Judikarien.

## Bedeutung
Der Wechsel von Bergen und Bergsättel machen diese Grenzregion sehr abwechslungsreich. Der kalkhaltige Boden, die geringe Höhe des Kammes und die klimatische Vielfalt bilden ein geeignetes Habitat für viele Pflanzenarten. Insbesondere auf den mit Gras bewachsenen Gipfelbereichen sind einige Endemiten anzutreffen, die hier ihren östlichstes Verbreitungsgebiet erreichen. Die Bergsättel Bocca di Trat, Bocca di Saval und Bocca di Giumella sind drei international bedeutende Übergänge für die Avifauna und liegen entlang der Zugroute vieler Zugvogelarten in ihre Winterquartiere.

## FFH-Lebensraumtypen
Im FFH-Gebiet Crinale Pichea–Rocchetta sind nach Anhang I der FFH-Richtlinie folgende schützenswerte Lebensraumtypen verzeichnet:
- Alpine und boreale Heiden
- Buschvegetation mit Pinus mugo und Rhododendron hirsutum (Mugo-Rhododendretum hirsuti)
- Alpine und subalpine Kalkrasen
- Naturnahe Kalktrockenrasen und deren Verbuschungsstadien (Festuco-Brometalia) (* besondere Bestände mit bemerkenswerten Orchideen)
- Artenreiche montane Borstgrasrasen (und submontan auf dem europäischen Festland) auf Silikatböden
- Feuchte Hochstaudenfluren der planaren und montanen bis alpinen Stufe
- Kalk- und Kalkschieferschutthalden der montanen bis alpinen Stufe (Thlaspietea rotundifolii)
- Kalkfelsen mit Felsspaltenvegetation
- Waldmeister-Buchenwald (Asperulo-Fagetum) (incl. Waldgersten-Buchenwald)
- Mitteleuropäischer subalpiner Blaugras-Buchenwald mit Ahorn und Rumex arifolius
- Illyrische Rotbuchenwälder (Aremonio-Fagion)

## Arten

### Besonders schützenswerte Arten

#### Vögel
Das Schutzgebiet weist insbesondere zahlreiche Vogelarten auf, darunter auch einige die gemäß Anhang I der EU-Vogelschutzrichtlinie besonders geschützt sind, weil deren Bestand stark gefährdet ist oder sie nur in einem sehr begrenzten Bereich wie in den Alpen vorkommen. Folgende Arten, die im Anhang I der Vogelschutzrichtlinie der EU gelistet sind, sind im FFH-Gebiet Crinale Pichea–Rocchetta anzutreffen. Einige Arten rasten oder überwintern nur in dem Schutzgebiet. Die mit einem (b) gekennzeichneten Arten brüten hier:
| - Birkhuhn (Unterart Tetrao tetrix tetrix) - Neuntöter - Raufußkauz (b) - Sperlingskauz | - Steinadler - Steinhuhn - Schwarzspecht (b) - Wespenbussard (b) |

#### Säugetiere
Unter den im Schutzgebiet vorkommenden Säugetieren finden sich folgende prioritäre Arten von gemeinschaftlichem Interesse
- Alpenmurmeltier
- Braunbär

sowie folgende Art von gemeinschaftlichem Interesse gemäß Anhang IV der FFH-Richtlinie:
- Haselmaus

#### Reptilien
Unter den Reptilien ist folgende Art von gemeinschaftlichem Interesse aufgeführt:
- Gelbgrüne Zornnatter

#### Flora
Unter den Pflanzen sind gemäß Anhang II der FFH-Richtlinie folgende Arten als besonders schützenswert verzeichnet:
- Gelber Frauenschuh
- Tombea-Steinbrech

sowie gemäß den Anhängen IV und V als schützenswert aufgelistet:
- Schopfteufelskralle
- Pracht-Primel

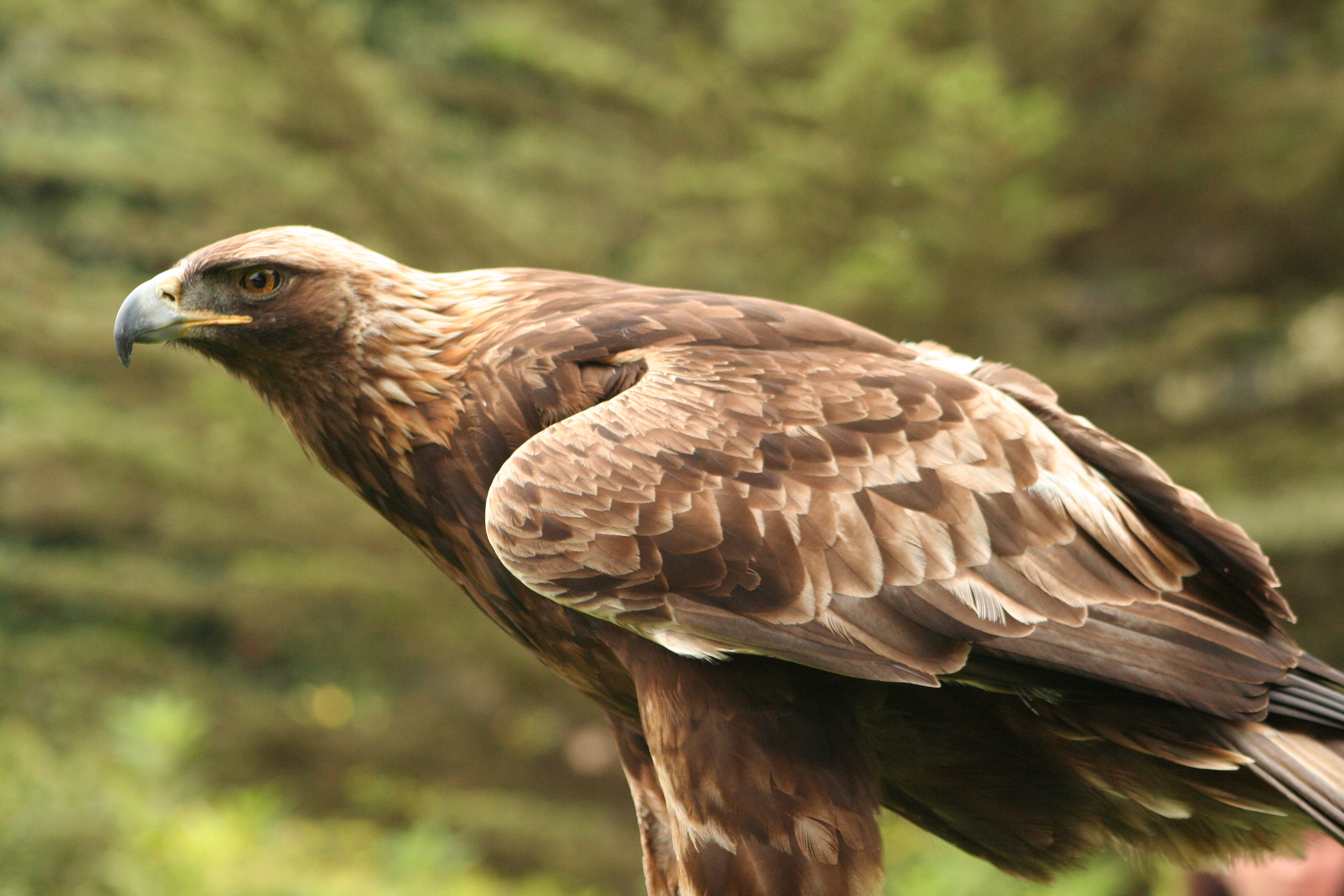
Steinadler
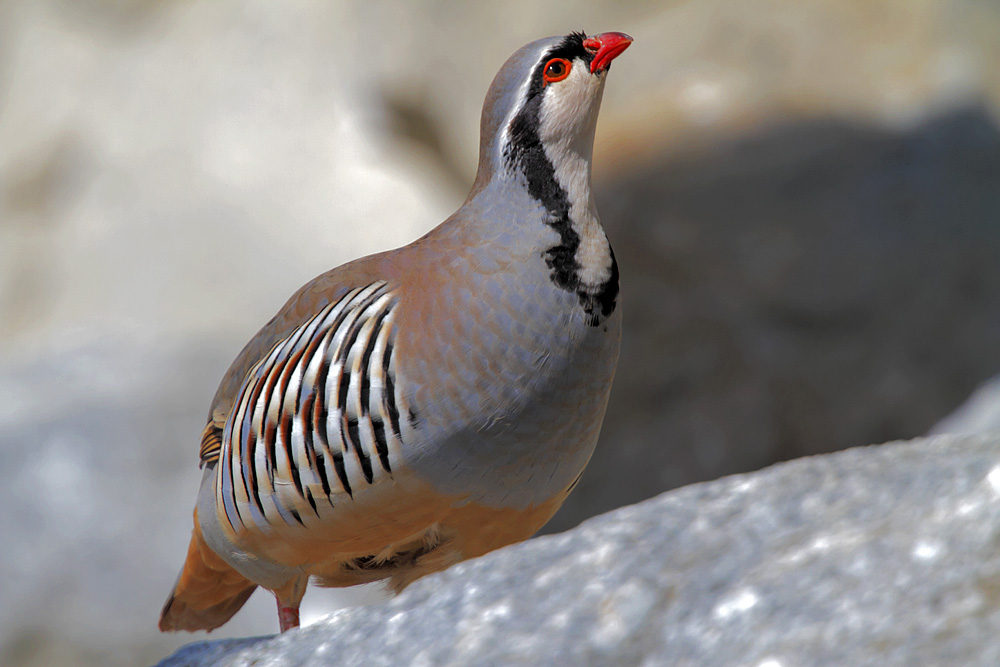
Steinhuhn
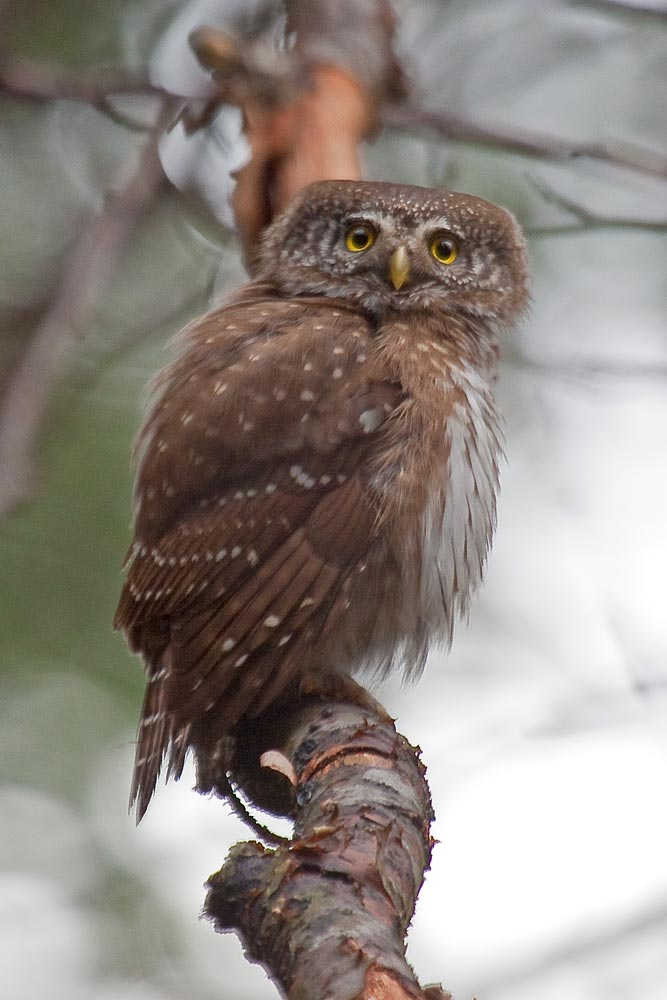
Sperlings-kauz
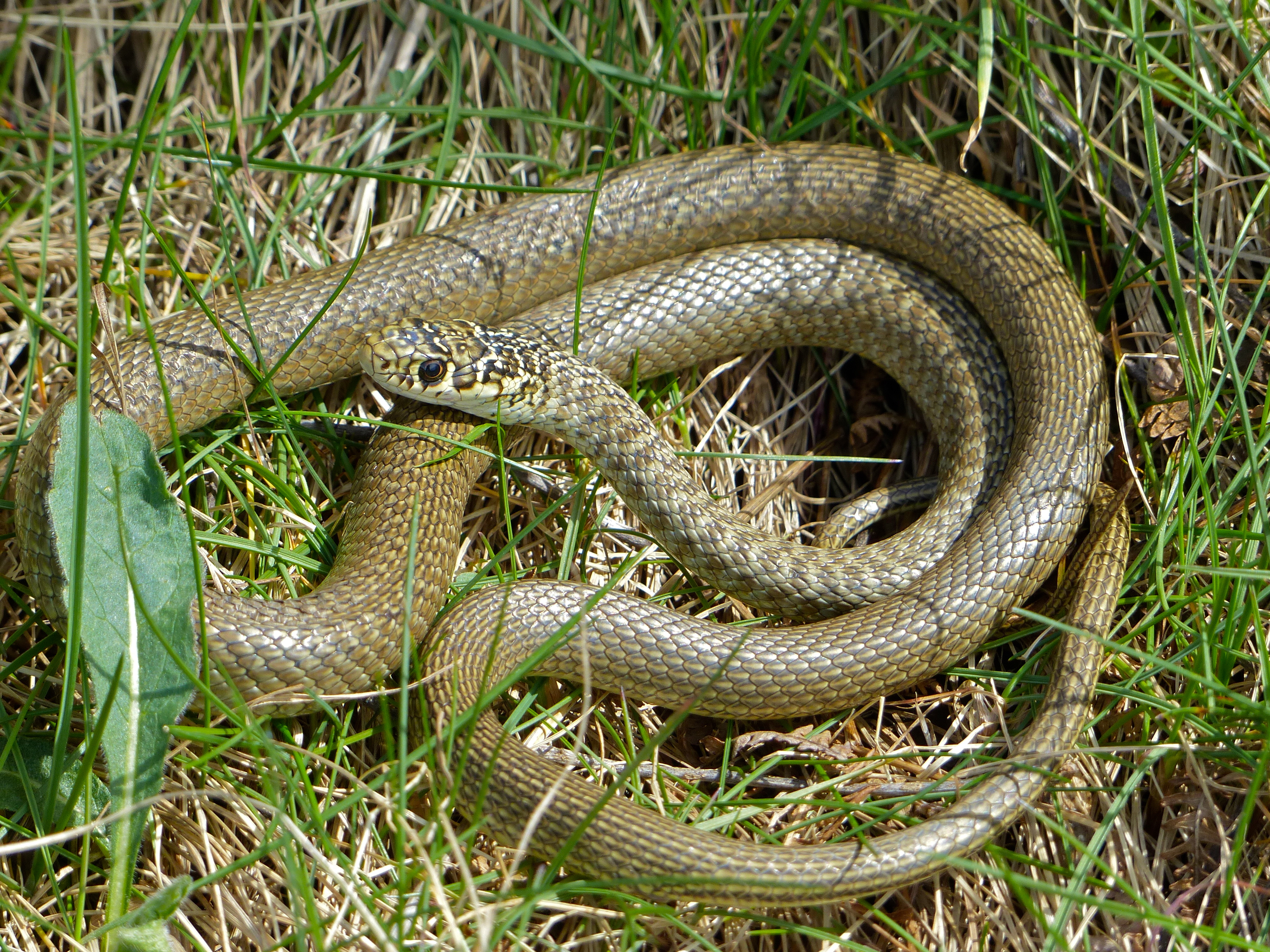
Gelbgrüne Zornnatter
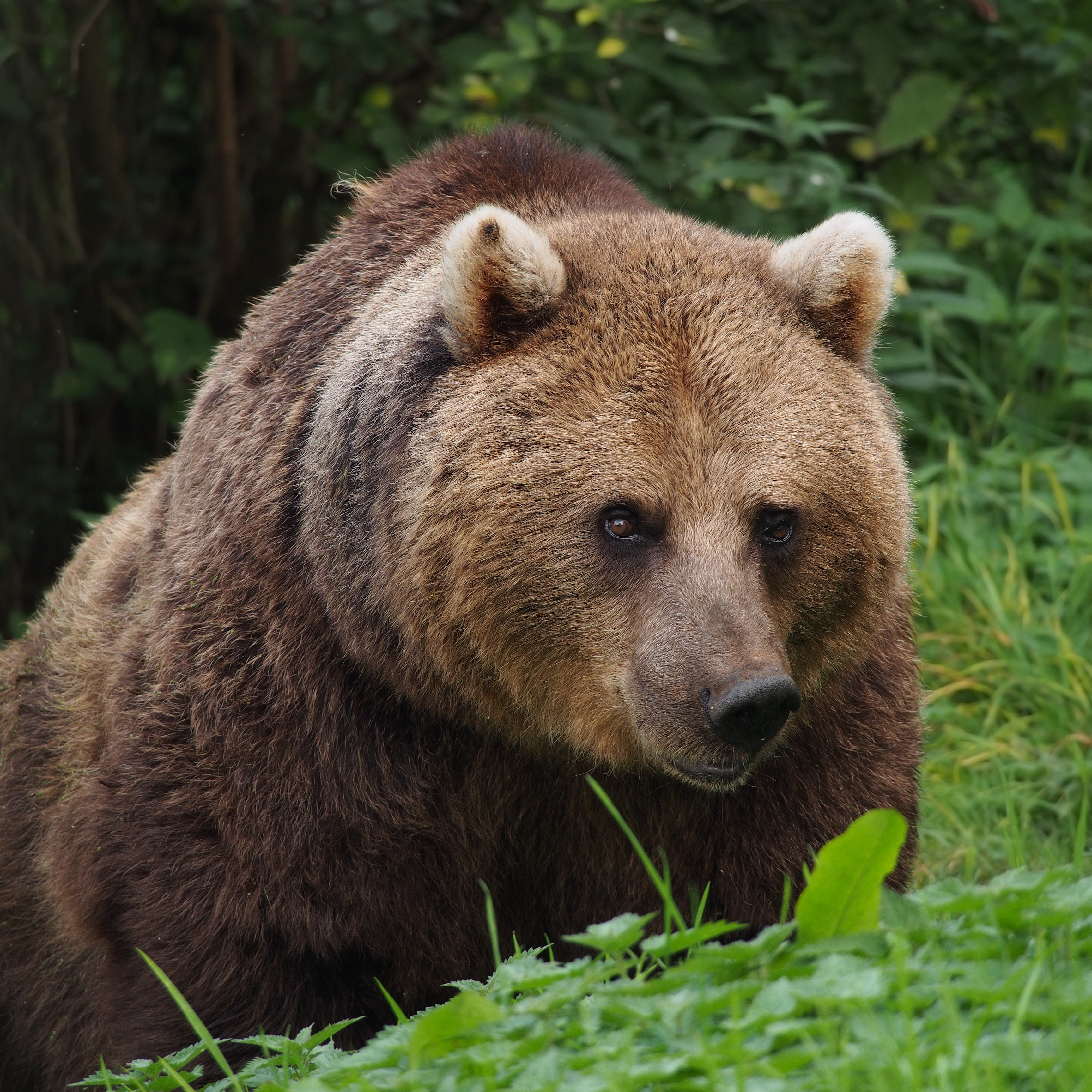
Braunbär

### Weitere vorkommende Arten

#### Vögel
Die mit einem (b) gekennzeichneten Arten brüten im Schutzgebiet.
| - Amsel - Braunkehlchen (b) - Fitis - Gartengrasmücke | - Gelbspötter - Klappergrasmücke - Mehlschwalbe - Misteldrossel | - Rauchschwalbe - Singdrossel - Steinschmätzer (b) - Wacholderdrossel |

#### Amphibien und Reptilien
| - Aspisviper - Erdkröte |

#### Säugetiere
| - Alpenspitzmaus - Eurasisches Eichhörnchen - Europäischer Dachs - Gämse | - Gartenschläfer - Hermelin - Mauswiesel - Reh | - Rothirsch - Siebenschläfer - Steinmarder - Waldspitzmaus | - Wasserspitzmaus - Zwergspitzmaus |

#### Flora
Unter der im Schutzgebiet vorkommenden Flora finden sich folgende Arten, die in Italien auf der Roten Liste gefährdeter Arten aufgeführt sind:
| - Alpen-Edelweiß - Dubys Veilchen - Graugrüne Nabelmiere - Südalpine Tulpe |

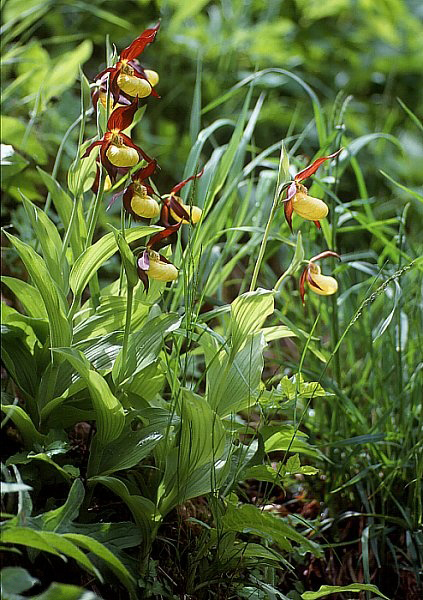
Gelber Frauenschuh
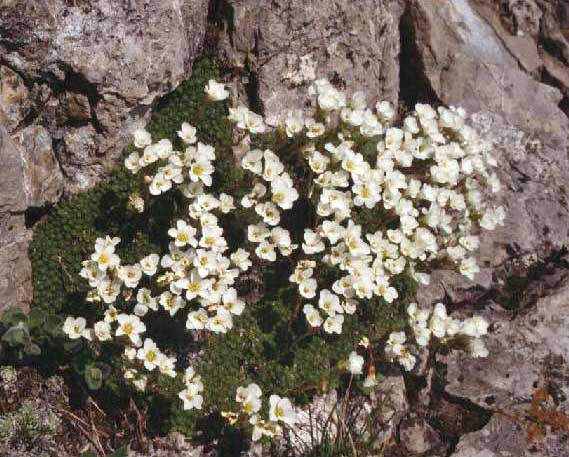
Tombea-Steinbrech
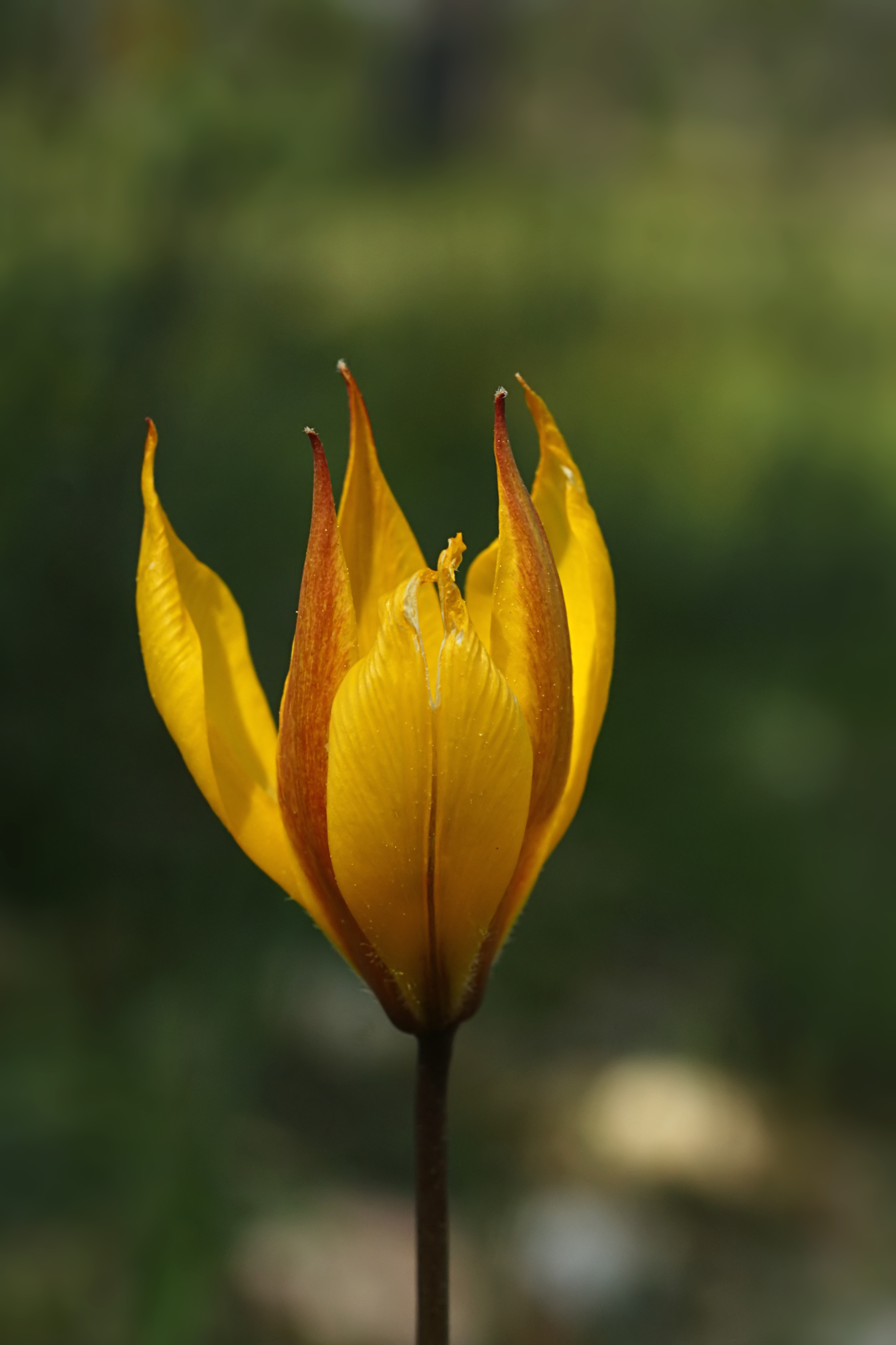
Südalpine Tulpe
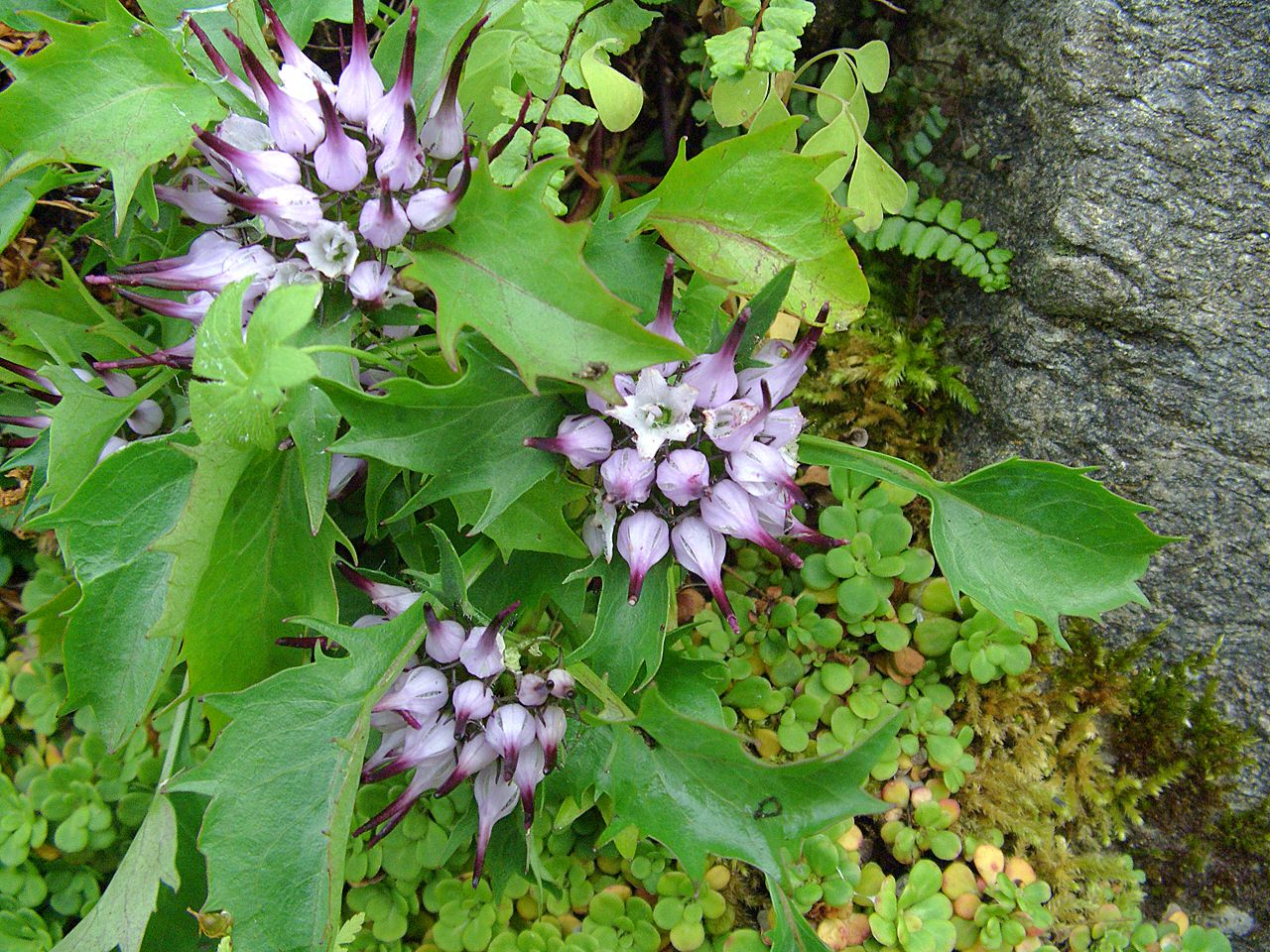
Schopfteufelskralle
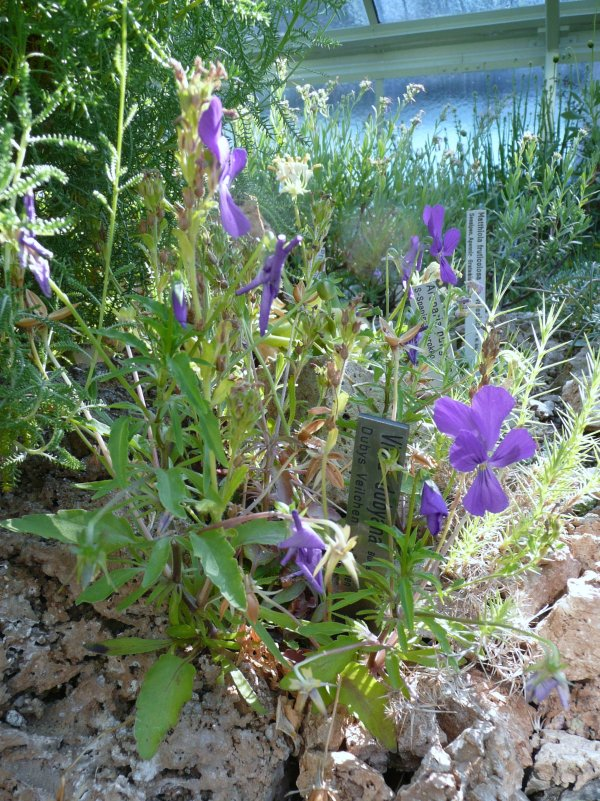
Dubys Veilchen

## Gefährdung und Schutzmaßnahmen
Die zunehmende natürliche Verbuschung der Rasenflächen aufgrund nicht betriebener Beweidung gefährden den Lebensraum zahlreicher Pflanzenarten. Dem Erhalt der Weideflächen durch die Förderung der Almwirtschaft  kommt deshalb eine bedeutende Rolle zu. Dabei muss auch darauf gedrängt, dass die Beweidung sich nicht nur auf einfach zu beweidende Flächen beschränkt, sondern auch auf steileres Gelände ausgeweitet wird. In besonders sensiblen Bereichen des Schutzgebietes ist der Zugang für Wanderer zu regulieren. Mountainbiker sind auf ausgewiesene Strecken zu lenken. Ebenso sollte das Anlegen von neuen Wegen, Forststraßen oder Kletterrouten in der Nähe von Brutplätzen des Neuntöters, Wespenbussards oder des Steindadlers ausbleiben.